# Sheikh Mujibur Rahman
Sheikh Mujibur Rahman (na bengalskom: শেখ মুজিবর রহমান), Tungipara Upazila, Bangladeš, 17. ožujka 1920. - Dhaka, Bangladeš, 15. kolovoza 1975.) - bangladeški političar i državnik, otac nacije Bangladeša, 1. predsjednik i 2. premijer Bangladeša, ubijen u atentatu.
Rođen je u istočnom Bengalu. U mladosti su ga jako zanimale socijalističke ideje i sekularni kemalizam primjenjivan u Turskoj. Postupno će postati gorljivi laik.
U prosincu 1970. održani su prvi opći izbori u Pakistanu. Bangladeš je tada bio dio Pakistana (Istočni Pakistan). Stranka Awami liga i njezin vođa Sheikh Mujibur Rahman pobjeđuju na izborima (160 od 162 mjesta rezervirana za Istočni Pakistan u pakistanskoj nacionalnoj skupštini), ali general i predsjednik Pakistana Yahya Khan poništava rezultate.
Sheikh Mujibur Rahman ima odlučujuću ulogu u proglašenje neovisnosti Bangladeša 26. ožujka 1971. Zbog toga ga je zatvorio Yahya Khan. Od tada počinje građanski rat protiv pakistanske okupacije. Intervencija Indije omogućila je pobjedu bangladeških separatista. Pušten je na slobodu 22. prosinca 1971. i postao je prvi predsjednik Bangladeša. Njegova stranka Awami liga, odnijela je uvjerljivu pobjedu na prvim izborima 7. ožujka 1973. godine.
Proglasio je izvanredno stanje u prosincu 1974. i dao izmijeniti ustav. Smanjio je ovlasti Sabora i pravosuđa i uspostavio jednostranački sustav s jedinom političkom strankom Baksal, kojoj su trebali pripadati svi saborski zastupnici. Ustav je službeno učinio Bangladeš sekularističkom demokracijom, čime se odbija svaka državna religija.
Tripartitni sporazum potpisan između Indije, Pakistana i Bangladeša radi ublažavanja napetosti doveo je do nemira. Vojska je reagirala i izvela državni udar 15. kolovoza 1975. godine, ubivši Mujibura Rahmana i nekoliko članova njegove obitelji u Dhaki.
Njegova kći Sheikh Hasina, bila je premijerka Bangladeša od 1996. do 2001. i od 2009. godine do danas.